# UEFA Best Player in Europe 2011
De UEFA Best Player in Europe 2011 was de eerste editie van de voetbalprijs georganiseerd door de UEFA. De prijsuitreiking vond plaats op 25 augustus 2011 in Monaco tijdens de loting voor de groepsfase van de Champions League. Uit een shortlist van drie spelers, die op 25 juli 2011 bekend was gemaakt, werd door journalisten aangesloten bij het ESM de Argentijn Lionel Messi verkozen tot winnaar. Messi won met FC Barcelona tijdens het seizoen 2010/11 onder meer de landstitel en de Champions League. Daarnaast scoorde hij in 33 competitiewedstrijden 31 doelpunten en leverde hij 18 assists af. In de Champions League was hij in dertien duels twaalfmaal trefzeker.
De rest van het klassement was al tijdens de bekendmaking van de shortlist openbaar gemaakt.

## Klassement

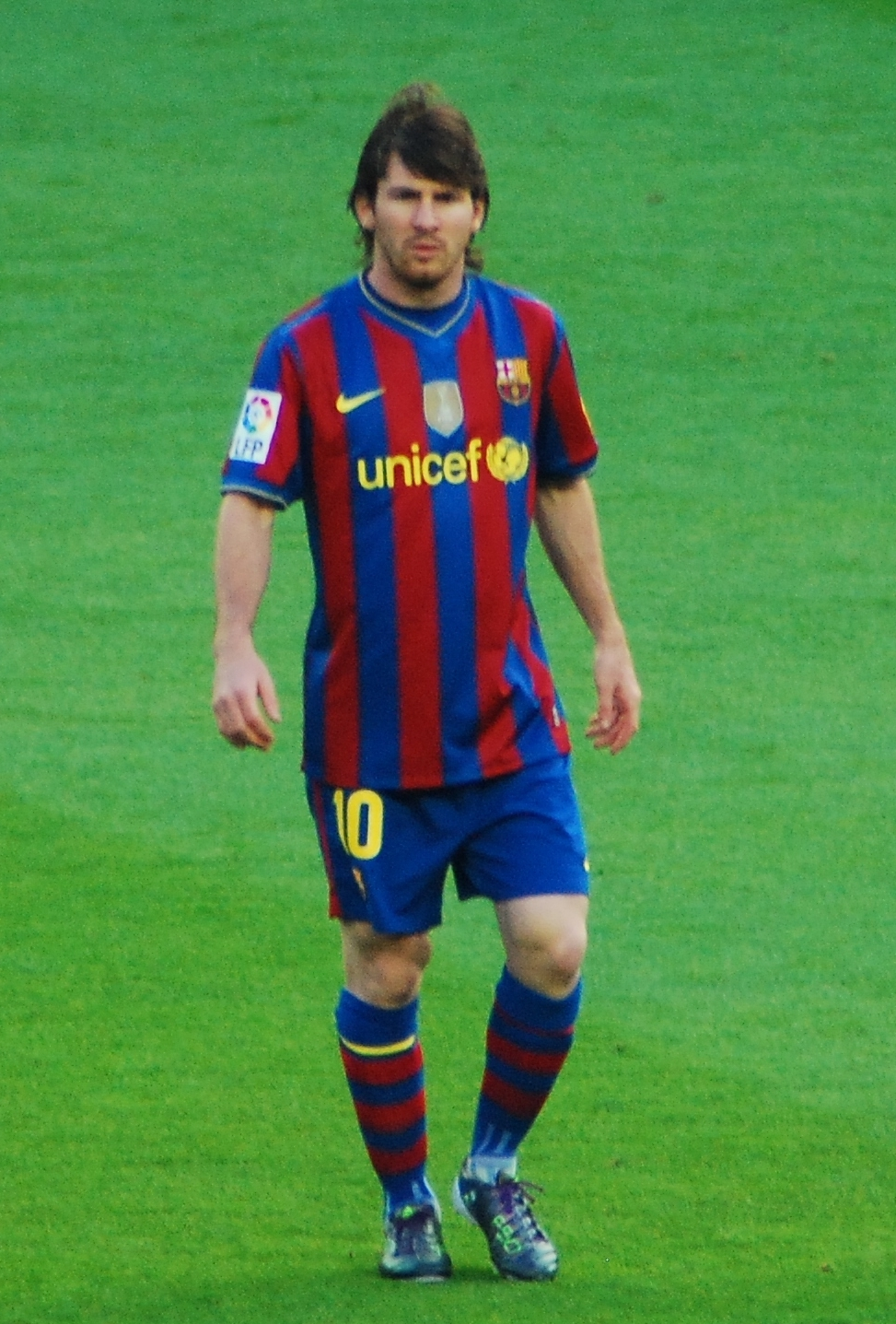
Messi werd in 2011 verkozen tot de beste voetballer in Europa.

| # | Speler            | Club         | Stemmen |
| - | ----------------- | ------------ | ------- |
| 1 | Lionel Messi      | FC Barcelona | 38      |
| 2 | Xavi              | FC Barcelona | 11      |
| 3 | Cristiano Ronaldo | Real Madrid  | 3       |

| #  | Speler             | Club              | Stemmen |
| -- | ------------------ | ----------------- | ------- |
| 4  | Andrés Iniesta     | FC Barcelona      | 33      |
| 5  | Radamel Falcao     | FC Porto          | 17      |
| 6  | Wayne Rooney       | Manchester United | 15      |
| 7  | Nemanja Vidić      | Manchester United | 5       |
| 8  | Zlatan Ibrahimović | AC Milan          | 4       |
| 9  | Gerard Piqué       | FC Barcelona      | 4       |
| 10 | Manuel Neuer       | Schalke 04        | 3       |

2011 ·
2012 ·
2013 ·
2014